# Curling-Juniorenweltmeisterschaften
Die Curling-Juniorenweltmeisterschaften sind ein jährlich stattfindendes Turnier, um die weltbesten Curling-Teams zu ermitteln, deren Mitglieder 21 Jahre alt oder jünger sind. Die Weltmeisterschaften der Herren werden seit 1975 ausgetragen, jene der Damen seit 1988. Beide Turniere finden jeweils am gleichen Ort statt (mit Ausnahme des Jahres 1988). Die Organisation der Turniere erfolgt durch die World Curling Federation.

## Qualifikationsprozess
Seit 2016 sind neben dem Gastgeberland die sechs besten Nationen der vergangenen Juniorenweltmeisterschaften und die drei besten Mannschaften der im gleichen Jahr ausgetragenen Junioren-B-Weltmeisterschaften qualifiziert. Sollte das Gastgeberland zu den sechs Besten der Juniorenweltmeisterschaft des Vorjahres gehören, erhält der Siebtplatzierte den Startplatz. Eine Platzierung des Gastgebers unter den ersten Drei der Junioren-B-Weltmeisterschaft ist ausgeschlossen, da er dort nicht startberechtigt ist
Bis 2015 gab es einen Qualifikationsprozess nach den drei Zonen: Amerika, Europa und Pazifik. Stets qualifiziert waren die beiden Mannschaften des Gastgeberlandes. Aus Europa nahmen jeweils die fünf erfolgreichsten Mannschaften des Vorjahres teil (beziehungsweise ein anderes Team desselben Landes). Die anderen europäischen Mannschaften kämpften bei der Curling-Juniorenchallenge um die Möglichkeit der Teilnahme bei der Juniorenweltmeisterschaft. Falls diese in Nord- oder Südamerika ausgetragen wurde, qualifizierten sich die beiden besten Mannschaften des Herausforderungsturniers, andernfalls nur der Sieger. In der Zone des amerikanischen Doppelkontinents war eine Mannschaft automatisch qualifiziert, entweder als Gastgeber oder, wenn die Meisterschaft außerhalb Amerikas stattfand, das erfolgreichste Team des Vorjahres. Zusätzlich wurde ein weiterer Startplatz an das andere Vorjahresteam vergeben, oder an den Sieger eines Herausforderungsturniers, wenn es einen Herausforderer gab. Aus der pazifischen Zone nahm der Sieger der Curling-Juniorpazifikmeisterschaft teil, oder, falls die Juniorenweltmeisterschaft im Land des Pazifikmeisters stattfand, das zweitplatzierte Team.
In den Jahren 2001 bis 2004 stiegen die zwei letzten des Turniers in eine B-Gruppe ab und wurden durch die zwei ersten dieser Gruppe ersetzt.

## Name der Veranstaltung
Seit ihrer Einführung wurde der offizielle Name der Curling-Weltmeisterschaft mehrmals geändert, meist dem Markennamen des Hauptsponsors entsprechend:
Herren
- 1975–1990: Uniroyal World Junior Curling Championships
- 1991–1994: World Junior Curling Championships
- 1995: Bank of Scotland World Junior Curling Championships
- 1996: Kärcher World Junior Curling Championships
- 1997: Coca-Cola World Junior Curling Championships
- 1998–1999: Star Choice World Junior Curling Championships
- 2000–2015: World Junior Curling Championships
- 2016–2017: VoIP Defender World Junior Curling Championships
- 2018–2024: World Junior Curling Championships

Damen
- 1988: World Junior Curling Championships
- 1989–1990: Goodrich World Junior Curling Championships
- 1983: Pioneer Life World Curling Championships
- 1991–1994: World Junior Curling Championships
- 1995: Bank of Scotland World Junior Curling Championships
- 1996: Kärcher World Junior Curling Championships
- 1997: Coca-Cola World Junior Curling Championships
- 1998–1999: Star Choice World Junior Curling Championships
- 2000–2015: World Junior Curling Championships
- 2016–2017: VoIP Defender World Junior Curling Championships
- 2018–2024: World Junior Curling Championships

## Juniorenweltmeisterschaften der Herren
| Jahr         | Austragungsort               | Gold                | Silber             | Bronze                     |
| ------------ | ---------------------------- | ------------------- | ------------------ | -------------------------- |
| 1975 Details | East York (Kanada)           | Schweden            | Kanada             | Schottland                 |
| 1976 Details | Aviemore (Schottland)        | Kanada              | Schweden           | Norwegen                   |
| 1977 Details | Québec (Kanada)              | Kanada              | Schweden           | Vereinigte Staaten         |
| 1978 Details | Grindelwald (Schweiz)        | Kanada              | Schweden           | Schottland                 |
| 1979 Details | Moose Jaw (Kanada)           | Vereinigte Staaten  | Schottland         | Kanada                     |
| 1980 Details | Kitchener (Kanada)           | Schottland          | Kanada             | Schweden                   |
| 1981 Details | Megève (Frankreich)          | Schottland          | Kanada             | Vereinigte Staaten         |
| 1982 Details | Fredericton (Kanada)         | Schweden            | Kanada             | Schottland                 |
| 1983 Details | Medicine Hat (Kanada)        | Kanada              | Norwegen           | Schottland                 |
| 1984 Details | Cornwall (Kanada)            | Vereinigte Staaten  | Schweiz            | Schottland                 |
| 1985 Details | Perth (Schottland)           | Kanada              | Schweiz            | Schottland                 |
| 1986 Details | Dartmouth (Kanada)           | Schottland          | Kanada             | Schweden                   |
| 1987 Details | Victoria (Kanada)            | Schottland          | Kanada             | Norwegen                   |
| 1988 Details | Füssen (Deutschland)         | Kanada              | Schweden           | Norwegen                   |
| 1989 Details | Markham (Kanada)             | Schweden            | Kanada             | Schweiz                    |
| 1990 Details | Portage la Prairie (Kanada)  | Schweiz             | Schottland         | Schweden                   |
| 1991 Details | Glasgow (Schottland)         | Schottland          | Kanada             | Schweiz Vereinigte Staaten |
| 1992 Details | Oberstdorf (Deutschland)     | Schweiz             | Frankreich         | Kanada Schweden            |
| 1993 Details | Grindelwald (Schweiz)        | Schottland          | Kanada             | Frankreich Deutschland     |
| 1994 Details | Sofia (Bulgarien)            | Kanada              | Deutschland        | Schweiz Vereinigte Staaten |
| 1995 Details | Perth (Schottland)           | Schottland          | Deutschland        | Kanada                     |
| 1996 Details | Red Deer (Kanada)            | Schottland          | Schweiz            | Deutschland                |
| 1997 Details | Karuizawa (Japan)            | Schweiz             | Finnland           | Kanada                     |
| 1998 Details | Thunder Bay (Kanada)         | Kanada              | Schottland         | Schweiz                    |
| 1999 Details | Östersund (Schweden)         | Kanada              | Schweiz            | Vereinigte Staaten         |
| 2000 Details | Geising (Deutschland)        | Kanada              | Schweiz            | Deutschland                |
| 2001 Details | Ogden (USA)                  | Kanada              | Dänemark           | Vereinigte Staaten         |
| 2002 Details | Kelowna (Kanada)             | Kanada              | Schweden           | Schottland                 |
| 2003 Details | Flims (Schweiz)              | Kanada              | Schweden           | Schweiz                    |
| 2004 Details | Trois-Rivières (Kanada)      | Schweden            | Schweiz            | Schottland                 |
| 2005 Details | Pinerolo (Italien)           | Kanada              | Schweden           | Schottland                 |
| 2006 Details | Jeonju (Südkorea)            | Kanada              | Schweden           | Schottland                 |
| 2007 Details | Eveleth (USA)                | Kanada              | Schweden           | Schweiz                    |
| 2008 Details | Östersund (Schweden)         | Vereinigte Staaten  | Schweden           | Kanada                     |
| 2009 Details | Vancouver (Kanada)           | Dänemark            | Kanada             | Vereinigte Staaten         |
| 2010 Details | Flims (Schweiz)              | Schweiz             | Schottland         | Kanada                     |
| 2011 Details | Perth (Schottland)           | Schweden            | Schweiz            | Norwegen                   |
| 2012 Details | Östersund (Schweden)         | Kanada              | Schweden           | Schottland                 |
| 2013 Details | Sotschi (Russland)           | Schottland          | Russland           | Kanada                     |
| 2014 Details | Flims (Schweiz)              | Schweiz             | Schottland         | Norwegen                   |
| 2015 Details | Tallinn (Estland)            | Kanada              | Schweiz            | Schottland                 |
| 2016 Details | Kopenhagen (Dänemark)        | Schottland          | Vereinigte Staaten | Kanada                     |
| 2017 Details | Gangneung (Südkorea)         | Südkorea            | Vereinigte Staaten | Norwegen                   |
| 2018 Details | Aberdeen (Schottland)        | Kanada              | Schottland         | Schweiz                    |
| 2019 Details | Liverpool (Kanada)           | Kanada              | Schweiz            | Schottland                 |
| 2020 Details | Krasnojarsk (Russland)       | Kanada              | Schweiz            | Schottland                 |
| 2021 Detalis | Peking (Volksrepublik China) |                     |                    |                            |
| 2022 Detalis | Jönköping (Schweden)         | Schottland          | Deutschland        | Kanada                     |
| 2023 Details | Füssen (Deutschland)         | Volksrepublik China | Deutschland        | Schottland                 |
| 2024 Detalis | Lohja (Finnland)             | Norwegen            | Italien            | Dänemark                   |

### Medaillenspiegel
Nach 49 Juniorenweltmeisterschaften (Stand 2024)
| Platz | Land        | Gold | Silber | Bronze | Total |
| ----- | ----------- | ---- | ------ | ------ | ----- |
| 1     | Kanada      | 21   | 10     | 9      | 40    |
| 2     | Schottland  | 11   | 6      | 15     | 32    |
| 3     | Schweden    | 5    | 11     | 4      | 20    |
| 4     | Schweiz     | 5    | 10     | 7      | 22    |
| 5     | USA         | 3    | 2      | 7      | 12    |
| 6     | Dänemark    | 1    | 1      | 1      | 3     |
| 7     | Südkorea    | 1    | –      | –      | 1     |
| 8     | China       | 1    | –      | –      | 1     |
| 9     | Norwegen    | –    | 1      | 6      | 7     |
| 10    | Deutschland | –    | 4      | 3      | 6     |
| 11    | Frankreich  | –    | 1      | 1      | 2     |
| 14    | Italien     | –    | 1      | 0      | 1     |
| 14    | Finnland    | –    | 1      | 0      | 1     |
| 14    | Russland    | –    | 1      | 0      | 1     |
|       | Gesamt      | 49   | 49     | 53     | 147   |

## Juniorenweltmeisterschaften der Damen
| Jahr         | Austragungsort               | Gold               | Silber             | Bronze                      |
| ------------ | ---------------------------- | ------------------ | ------------------ | --------------------------- |
| 1988 Details | Chamonix (Frankreich)        | Kanada             | Schweiz            | Dänemark                    |
| 1989 Details | Markham (Kanada)             | Kanada             | Norwegen           | Schottland                  |
| 1990 Details | Portage la Prairie (Kanada)  | Schottland         | Schweden           | Kanada                      |
| 1991 Details | Glasgow (Schottland)         | Schweden           | Schweiz            | Kanada Schottland           |
| 1992 Details | Oberstdorf (Deutschland)     | Schottland         | Vereinigte Staaten | Schweden Schweiz            |
| 1993 Details | Grindelwald (Schweiz)        | Schottland         | Kanada             | Dänemark Vereinigte Staaten |
| 1994 Details | Sofia (Bulgarien)            | Kanada             | Vereinigte Staaten | Dänemark Schweden           |
| 1995 Details | Perth (Schottland)           | Kanada             | Schweden           | Schweiz                     |
| 1996 Details | Red Deer (Kanada)            | Kanada             | Schottland         | Schweden                    |
| 1997 Details | Karuizawa (Japan)            | Schottland         | Schweden           | Kanada                      |
| 1998 Details | Thunder Bay (Kanada)         | Kanada             | Japan              | Schweden                    |
| 1999 Details | Östersund (Schweden)         | Schweiz            | Japan              | Kanada                      |
| 2000 Details | Geising (Deutschland)        | Schweden           | Kanada             | Vereinigte Staaten          |
| 2001 Details | Ogden (USA)                  | Kanada             | Schweden           | Schweiz                     |
| 2002 Details | Kelowna (Kanada)             | Vereinigte Staaten | Schweden           | Kanada                      |
| 2003 Details | Flims (Schweiz)              | Kanada             | Vereinigte Staaten | Italien                     |
| 2004 Details | Trois-Rivières (Kanada)      | Norwegen           | Kanada             | Schweden                    |
| 2005 Details | Pinerolo (Italien)           | Schweiz            | Schweden           | Kanada                      |
| 2006 Details | Jeonju (Südkorea)            | Russland           | Kanada             | Dänemark                    |
| 2007 Details | Eveleth (USA)                | Schottland         | Kanada             | Dänemark                    |
| 2008 Details | Östersund (Schweden)         | Schottland         | Schweden           | Kanada                      |
| 2009 Details | Vancouver (Kanada)           | Schottland         | Kanada             | Schweiz                     |
| 2010 Details | Flims (Schweiz)              | Schweden           | Kanada             | Vereinigte Staaten          |
| 2011 Details | Perth (Schottland)           | Schottland         | Kanada             | Russland                    |
| 2012 Details | Östersund (Schweden)         | Schottland         | Tschechien         | Russland                    |
| 2013 Details | Sotschi (Russland)           | Russland           | Schottland         | Japan                       |
| 2014 Details | Flims (Schweiz)              | Kanada             | Südkorea           | Russland                    |
| 2015 Details | Tallinn (Estland)            | Kanada             | Schottland         | Schweiz                     |
| 2016 Details | Kopenhagen (Dänemark)        | Kanada             | Vereinigte Staaten | Südkorea                    |
| 2017 Details | Gangneung (Südkorea)         | Schweden           | Schottland         | Kanada                      |
| 2018 Details | Aberdeen (Schottland)        | Kanada             | Schweden           | Volksrepublik China         |
| 2019 Details | Liverpool (Kanada)           | Russland           | Kanada             | Schweiz                     |
| 2020 Details | Krasnojarsk (Russland)       | Kanada             | Südkorea           | Russland                    |
| 2021 Detalis | Peking (Volksrepublik China) |                    |                    |                             |
| 2022 Detalis | Jönköping (Schweden)         | Japan              | Schweden           | Vereinigte Staaten          |
| 2023 Details | Füssen (Deutschland)         | Schottland         | Japan              | Norwegen                    |
| 2024 Details | Lohja (Finnland)             | Schweiz            | Japan              | Norwegen                    |

### Medaillenspiegel
Nach 36 Juniorenweltmeisterschaften (Stand 2024)
| Platz | Land       | Gold | Silber | Bronze | Total |
| ----- | ---------- | ---- | ------ | ------ | ----- |
| 1     | Kanada     | 13   | 9      | 8      | 30    |
| 2     | Schottland | 10   | 4      | 2      | 16    |
| 3     | Schweden   | 4    | 9      | 5      | 18    |
| 4     | Russland   | 3    | –      | 4      | 7     |
| 5     | Schweiz    | 3    | 2      | 6      | 11    |
| 6     | USA        | 1    | 4      | 4      | 9     |
| 7     | Norwegen   | 1    | 1      | 2      | 4     |
| 8     | Japan      | 1    | 4      | 1      | 6     |
| 8     | Südkorea   | –    | 2      | 1      | 3     |
| 10    | Tschechien | –    | 1      | –      | 1     |
| 11    | Dänemark   | –    | –      | 5      | 5     |
| 12    | China      | –    | –      | 1      | 1     |
| 12    | Italien    | –    | –      | 1      | 1     |
|       | Gesamt     | 36   | 36     | 40     | 107   |